# Rhagada dringi
Rhagada dringi är en snäckart som först beskrevs av Ludwig Pfeiffer 1846.  Rhagada dringi ingår i släktet Rhagada och familjen Camaenidae. Inga underarter finns listade i Catalogue of Life.